# Новосибирская ГЭС
Новосиби́рская ГЭС — гидроэлектростанция на реке Оби в Советском районе города Новосибирска. Единственная гидроэлектростанция на Оби, играет важную роль в работе энергосистемы Новосибирска, обеспечении надёжного водоснабжения, работе речного транспорта. Построена в 1950—1959 годах. Собственником Новосибирской ГЭС (за исключением судоходного шлюза) является компания «РусГидро». Архитектурный комплекс Новосибирской ГЭС является объектом культурного наследия, охраняемым государством.

## Конструкция станции
Конструктивно Новосибирская ГЭС представляет собой низконапорную русловую гидроэлектростанцию (здание ГЭС входит в состав напорного фронта). Сооружения гидроузла включают в себя земляные плотины и дамбу, бетонную водосбросную плотину, здание ГЭС, ОРУ 110 и 220 кВ и судоходный шлюз; общая протяжённость подпорных сооружений гидроузла составляет 4846 м. В основании сооружений находятся песчаники и глинистые сланцы. Установленная мощность электростанции — 490 МВт, проектная среднегодовая выработка электроэнергии — 1,687 млрд кВт·ч, фактическая среднемноголетняя выработка — 1,953 млрд кВт·ч.

### Плотины
В состав сооружений Новосибирской ГЭС входят две земляные плотины и одна дамба, намытые из мелкозернистых песчаных грунтов:
- левобережная длиной 311 м, максимальной высотой 23,5 м, шириной по подошве 222,5 м и по гребню до 59,5 м;
- правобережная длиной 3044,5 м, максимальной высотой 28,2 м, шириной по гребню 42 м;
- правобережная дамба длиной 1023 м, максимальной высотой 6,5 м, шириной по гребню 43,5 м;

В земляные плотины намыто 8,386 млн м³ грунта, откосы плотин со стороны водохранилища защищены от размыва волнами железобетонными плитами, с низовой стороны закреплены одерновкой. Также железобетонными плитами закреплены берег реки в районе распределительного устройства и левый берег водохранилища на протяжении 800 м.
Для пропуска избыточных расходов воды в паводковый период используется водосбросная бетонная плотина длиной 198,5 м и высотой 20 м. Плотина имеет 8 пролётов шириной по 20 м, перекрываемых плоскими колёсными затворами, рассчитана на пропуск 9200 м³/с воды при нормальном подпорном уровне и 13 400 м³/с — при форсированном уровне. Гашение энергии сбрасываемой воды производится на водобое, представляющем собой железобетонную плиту толщиной 2—4 м и длиной 32,5 м, снабжённую двумя рядами пирсов-гасителей трапецеидальной формы, имеющих высоту и толщину 2,5 м. Плита заканчивается зубом, заглублённым в основание, за ним на протяжении 20 м расположена рисберма, выполненная частично из бетонных кубов, частично из крупного камня. В водосбросную плотину уложено 179 тыс. м³ бетона. Общая пропускная способность гидроузла (включая пропуск воды через донные водосбросы и гидроагрегаты) при форсированном подпорном уровне составляет 22 065 м³/с.

Водосбросная плотина Новосибирской ГЭС
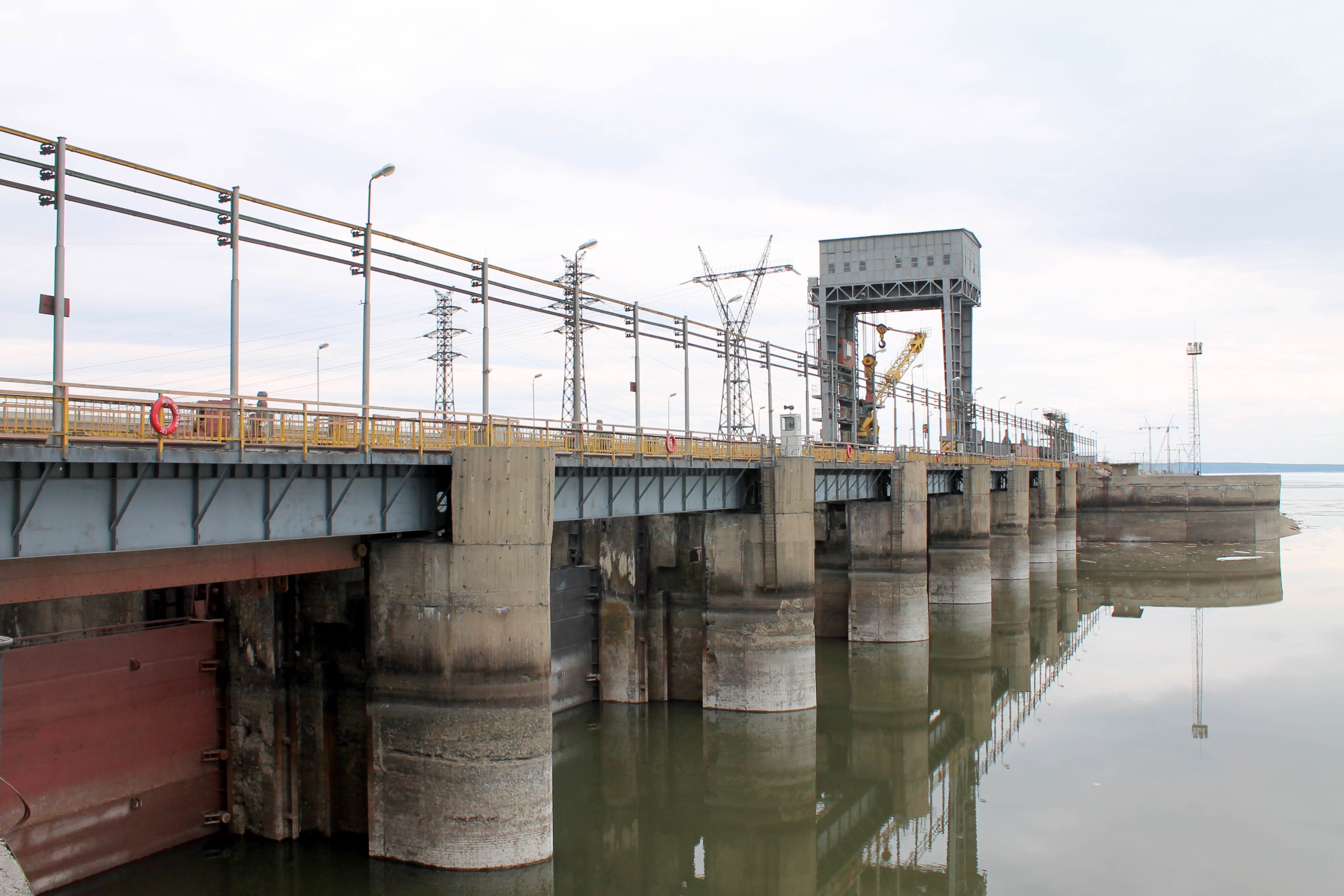
Плотина
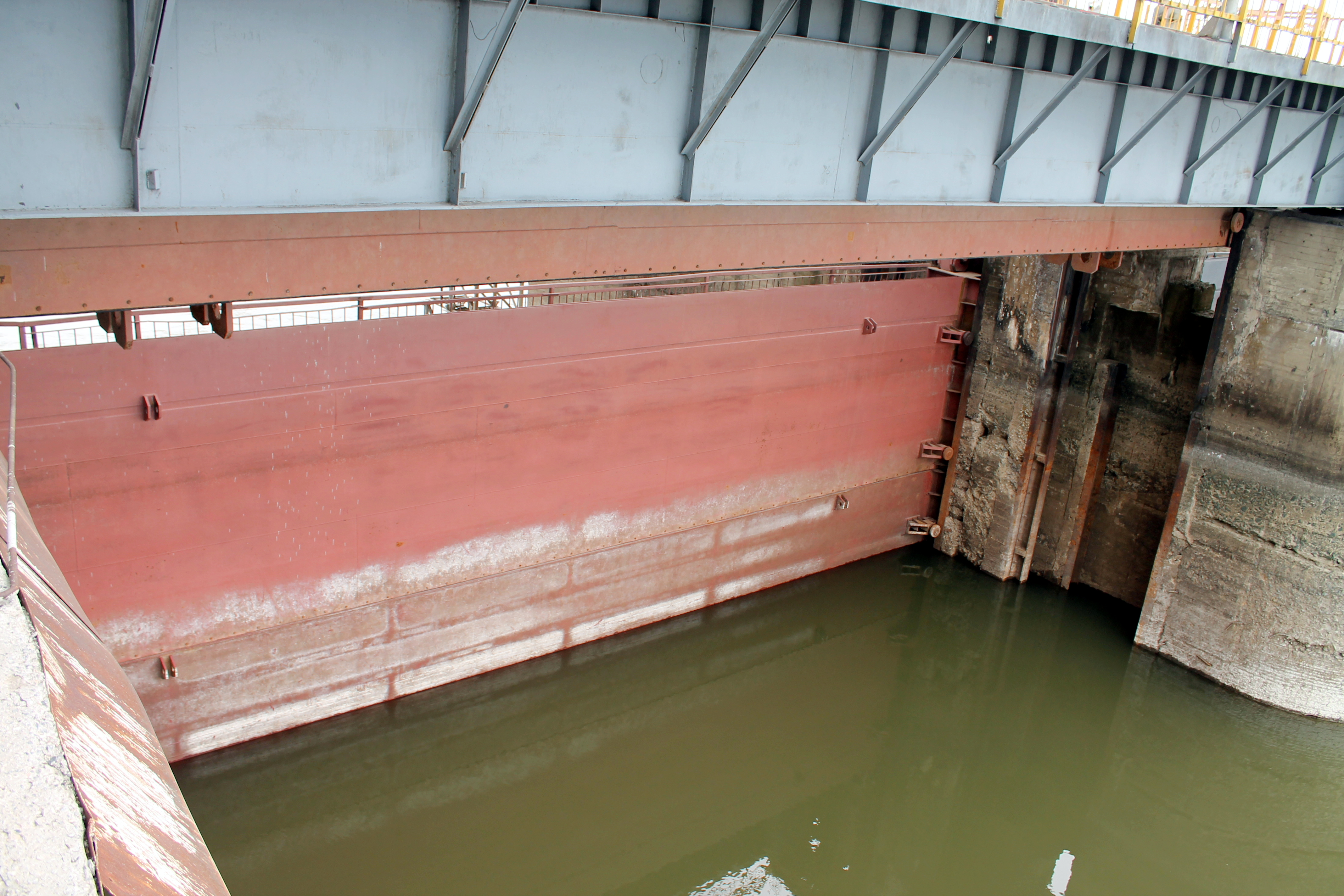
Затвор плотины

### Здание ГЭС
Здание ГЭС совмещённого типа (в нём размещены одновременно гидроагрегаты и водосбросы) длиной 223,6 м, расположенное на левом берегу, разделяется на машинный зал и монтажную площадку. Машинный зал разделяется на семь блоков, в каждом из которых размещены гидроагрегат и три донных водосброса (общая максимальная пропускная способность донных водосбросов при ФПУ — 5200 м³/с). В здание ГЭС уложено 265 тыс. м³ бетона. В машинном зале Новосибирской ГЭС смонтировано 7 гидроагрегатов мощностью по 70 МВт. Гидроагрегаты включают в себя вертикальные поворотно-лопастные турбины ПЛ 30-В-800 и гидрогенераторы СВ 1343/140-96 УХЛ4. Расчётный напор турбин — 17 м, диаметр рабочего колеса — 8 м, максимальная пропускная способность — 495 м³/с. Производитель турбин — харьковский завод «Турбоатом», генераторов — новосибирское предприятие «Элсиб». С левобережной земляной плотиной здание ГЭС сопрягается при помощи конусного участка, с водосбросной плотиной — при помощи раздельного устоя. Ниже здания ГЭС расположены водобойная плита длиной 37 м и рисберма длиной 20 м.

Здание ГЭС и оборудование Новосибирской ГЭС
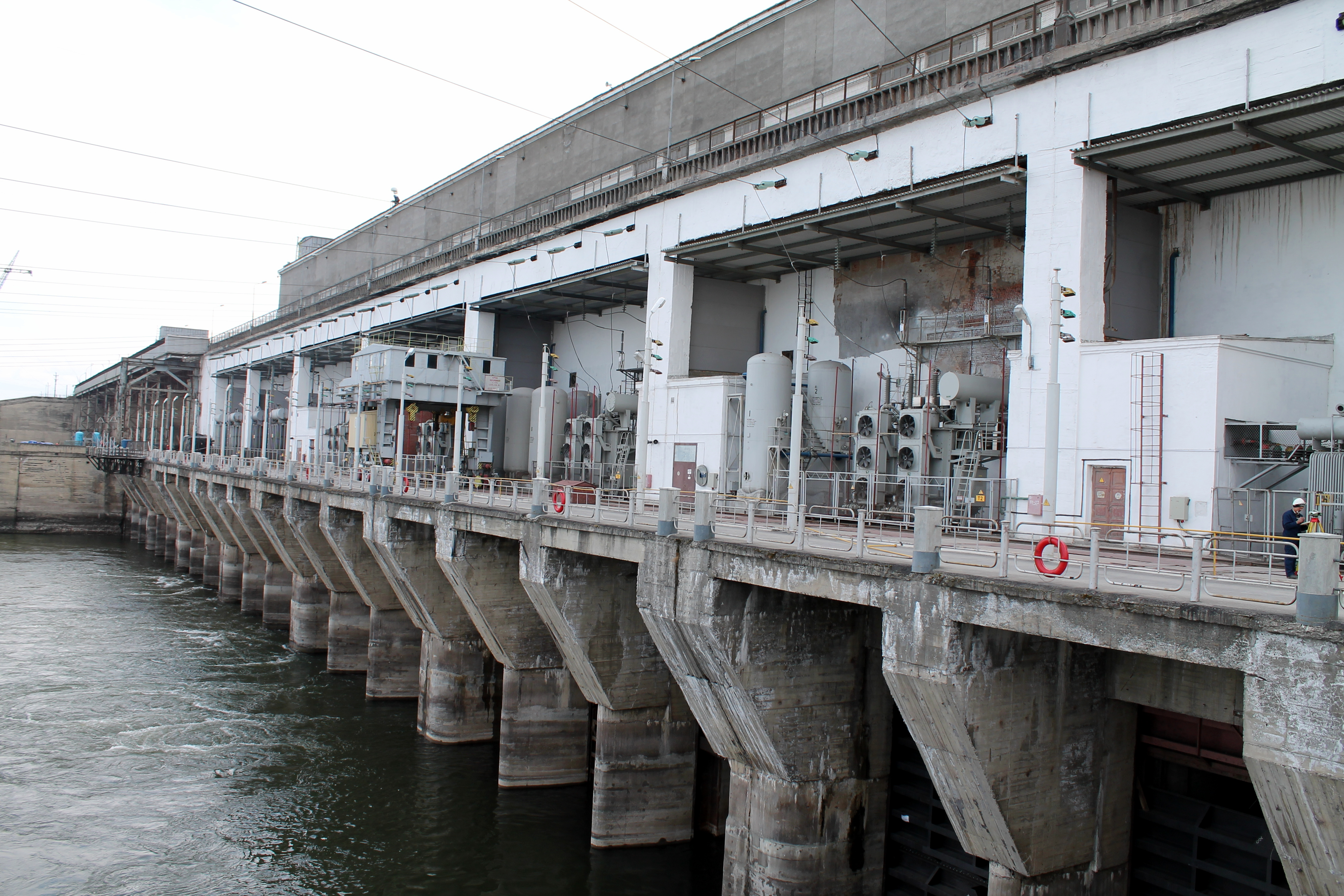
Здание ГЭС
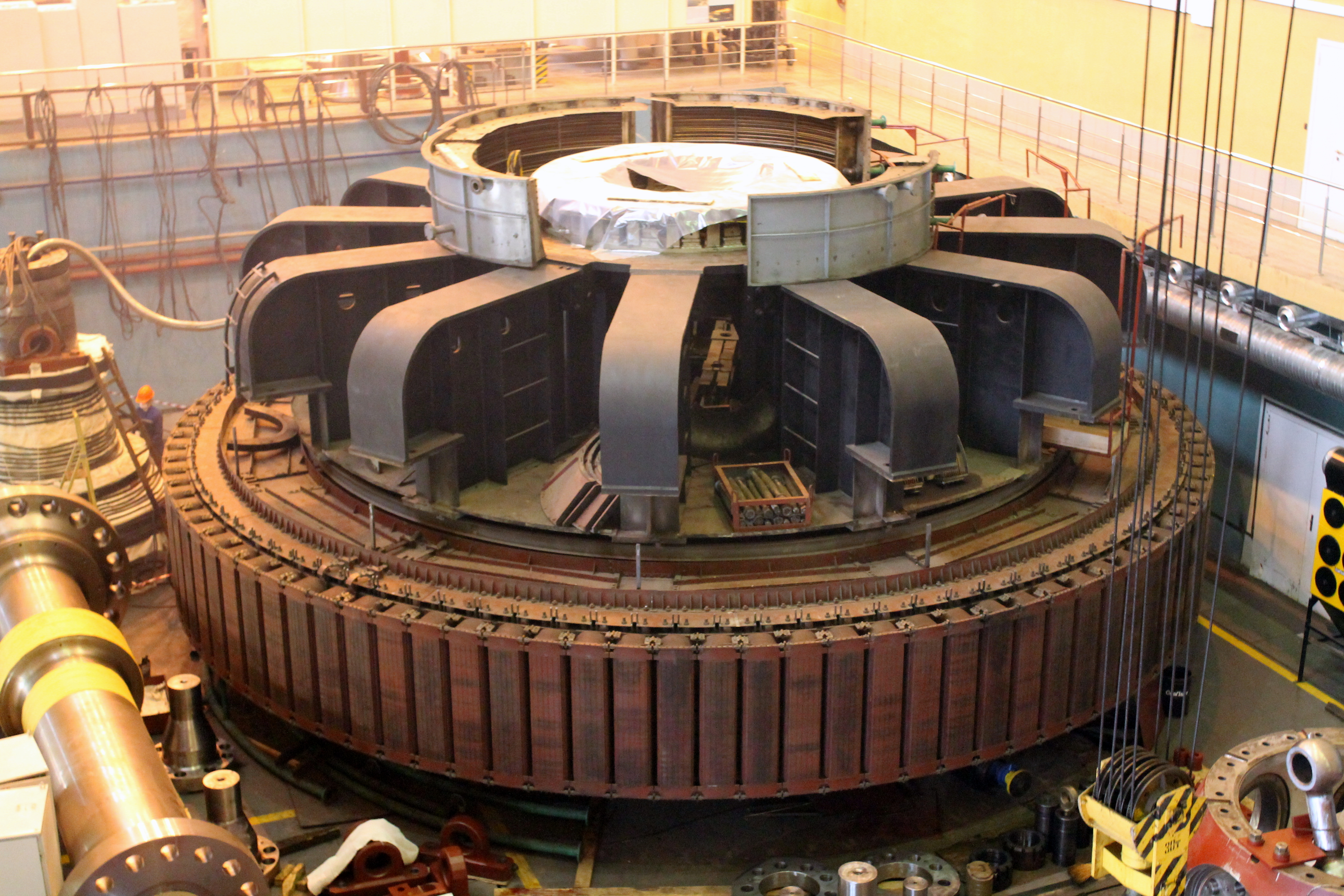
Ротор гидрогенератора с нижней крестовиной и подпятником
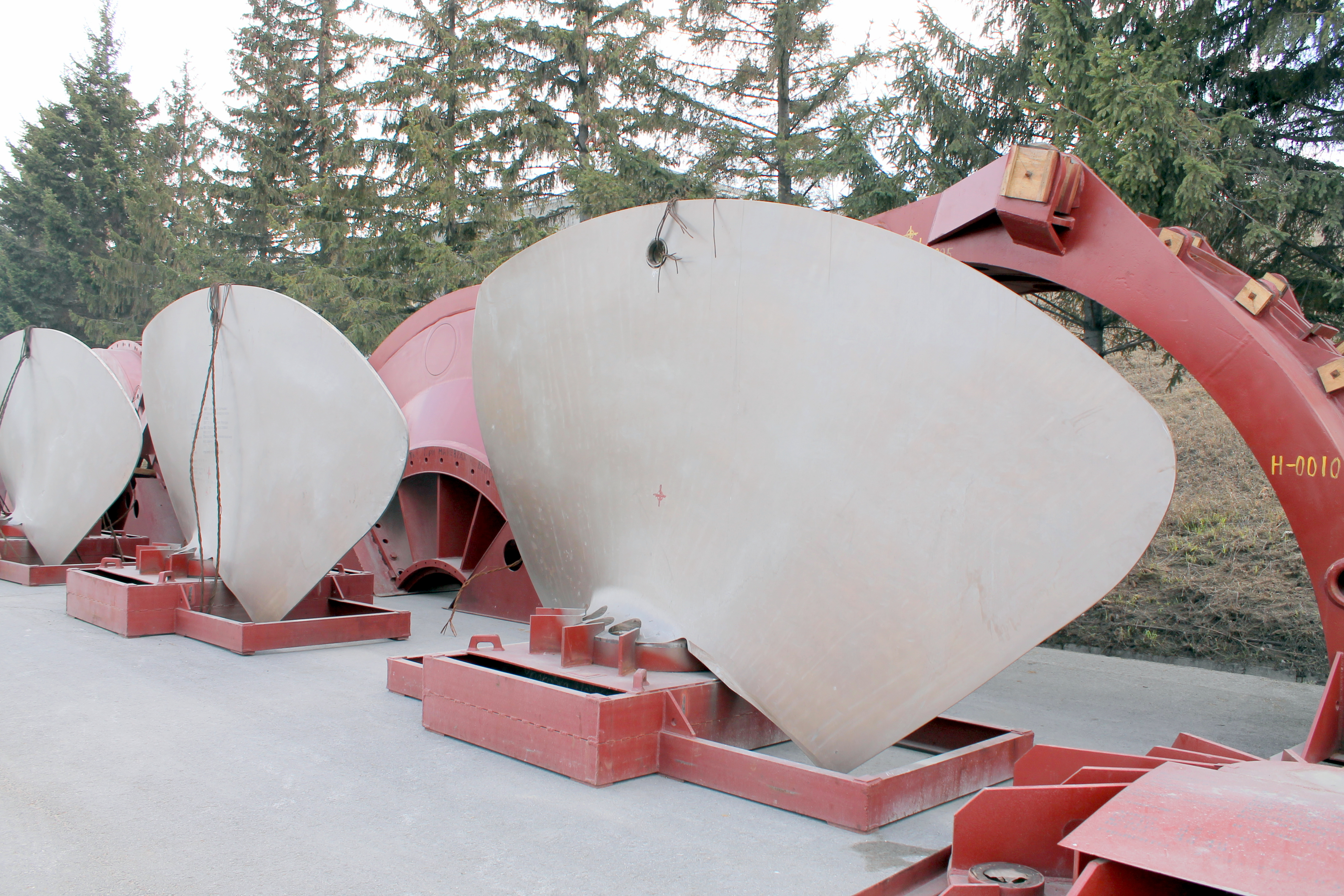
Лопасти турбины
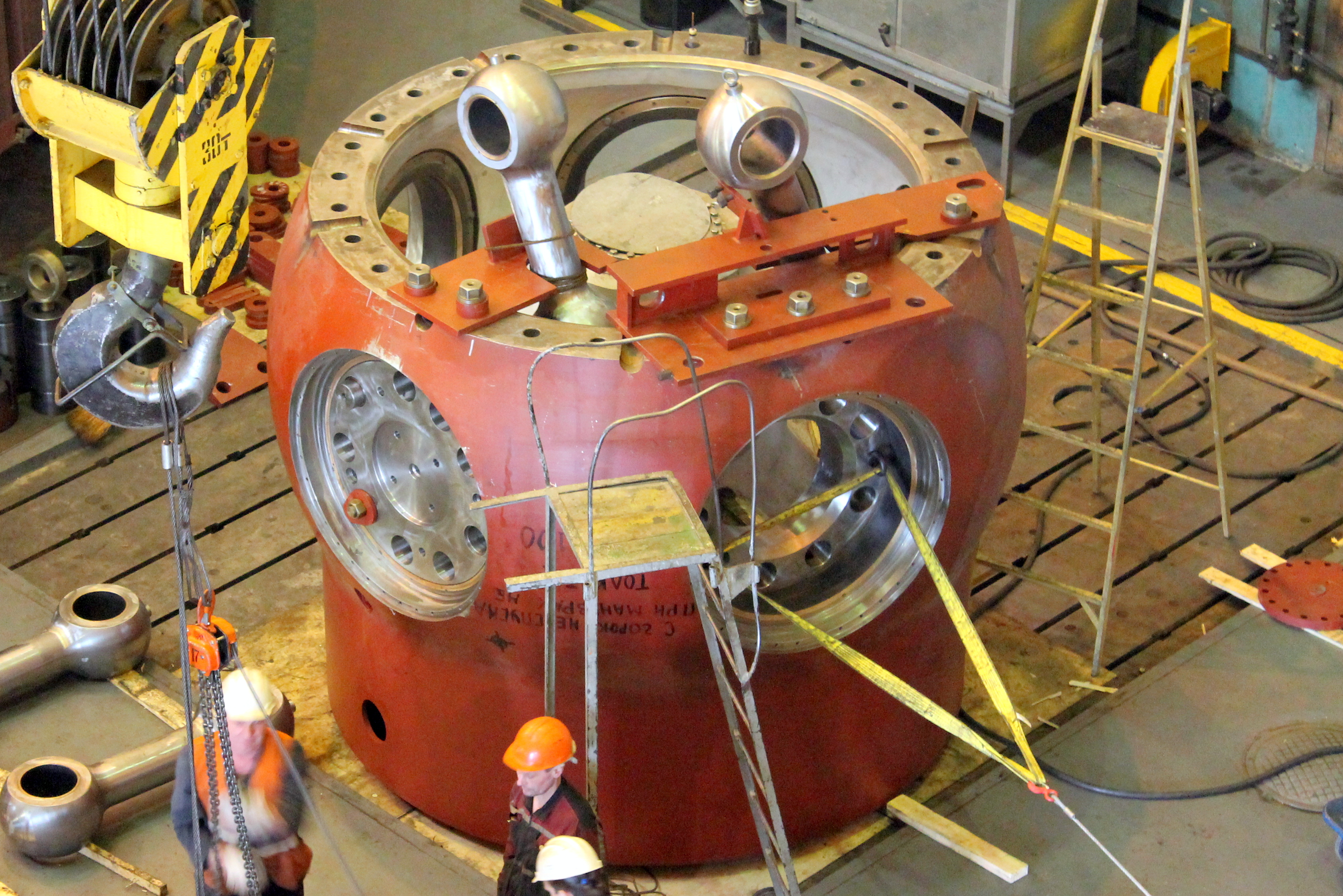
Втулка рабочего колеса турбины
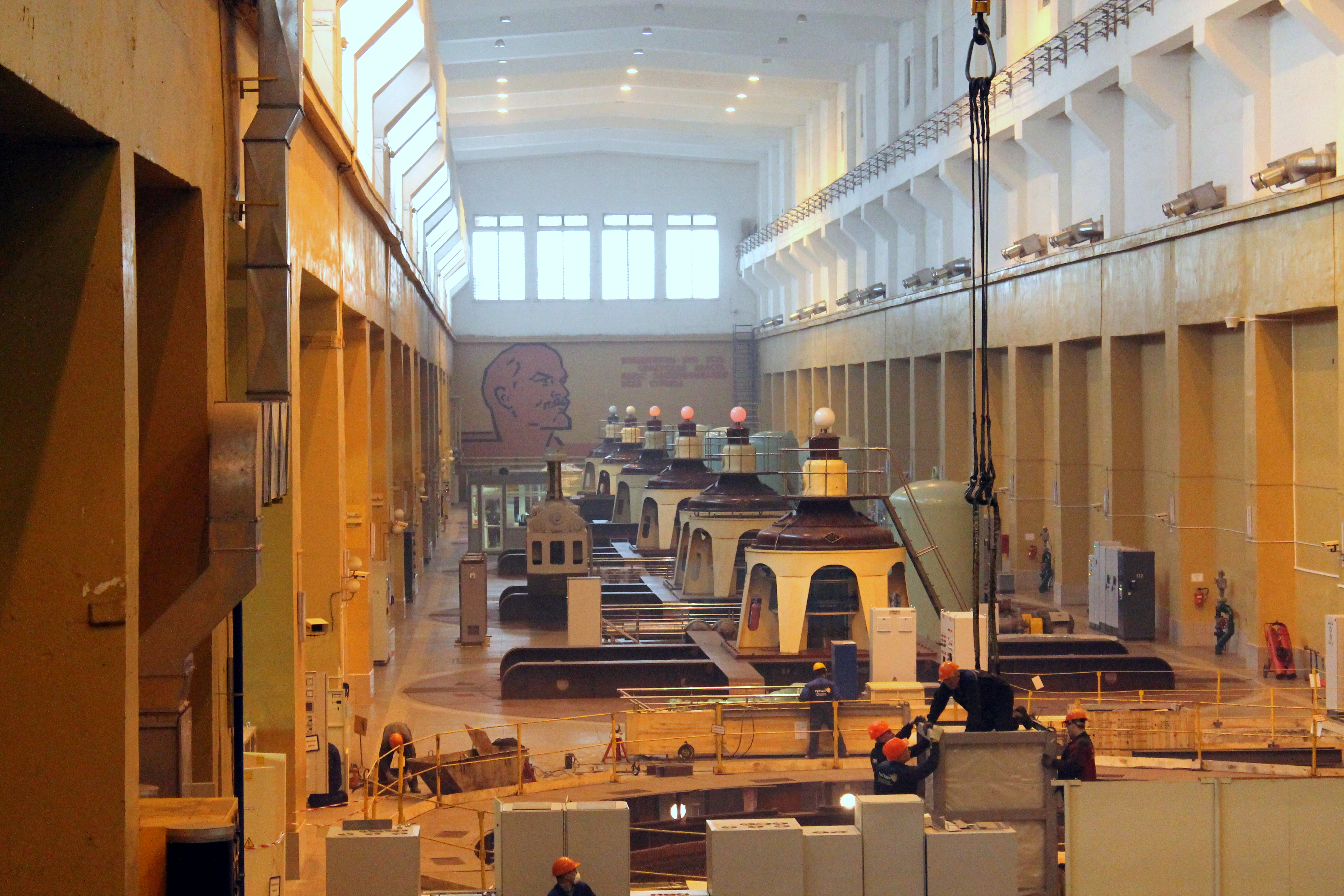
Машинный зал

### Схема выдачи мощности
Выдача электроэнергии с генераторов производится на напряжении 13,8 кВ, которое преобразуется в напряжение 110 кВ пятью главными силовыми трансформаторами ТДЦ 125000/110 (гидроагрегаты № 1—5), а в напряжение 110 и 220 кВ — через автотрансформатор АОРДЦТ 120000/220/110/13,8 (три однофазных автотрансформатора, к которым подключены гидроагрегаты № 6—7), через него также осуществляется связь между ОРУ 110 и 220 кВ. Для питания собственных нужд станции используются трансформаторы ТМ-6300/110 (1 шт.) и ТМ-3200/35 (2 шт.). Выдача электроэнергии в энергосистему производится с открытого распределительного устройства (ОРУ) 110 и 220 кВ по 12 линиям электропередачи: 2 — 220 кВ и 10 — 110 кВ. ОРУ 110 и 220 кВ территориально расположены на одной площадке. На ОРУ 110 кВ размещены 20 выключателей, на ОРУ 220 кВ — 3 выключателя.
Электроэнергия Новосибирской ГЭС выдаётся в энергосистему по следующим линиям электропередачи:
- ВЛ 220 кВ Новосибирская ГЭС — ПС «Научная» (связь с Новосибирской ТЭЦ-5);
- ВЛ 220 кВ Новосибирская ГЭС — ПС «Тулинская»;
- ВЛ 110 кВ Новосибирская ГЭС — ПС «Инская» (2 цепи);
- ВЛ 110 кВ Новосибирская ГЭС — ПС «Научная» (2 цепи);
- ВЛ 110 кВ Новосибирская ГЭС — ПС «Ордынская» (2 цепи);
- ВЛ 110 кВ Новосибирская ГЭС — ПС «Тулинская» (4 цепи).

Схема выдачи мощности Новосибирской ГЭС
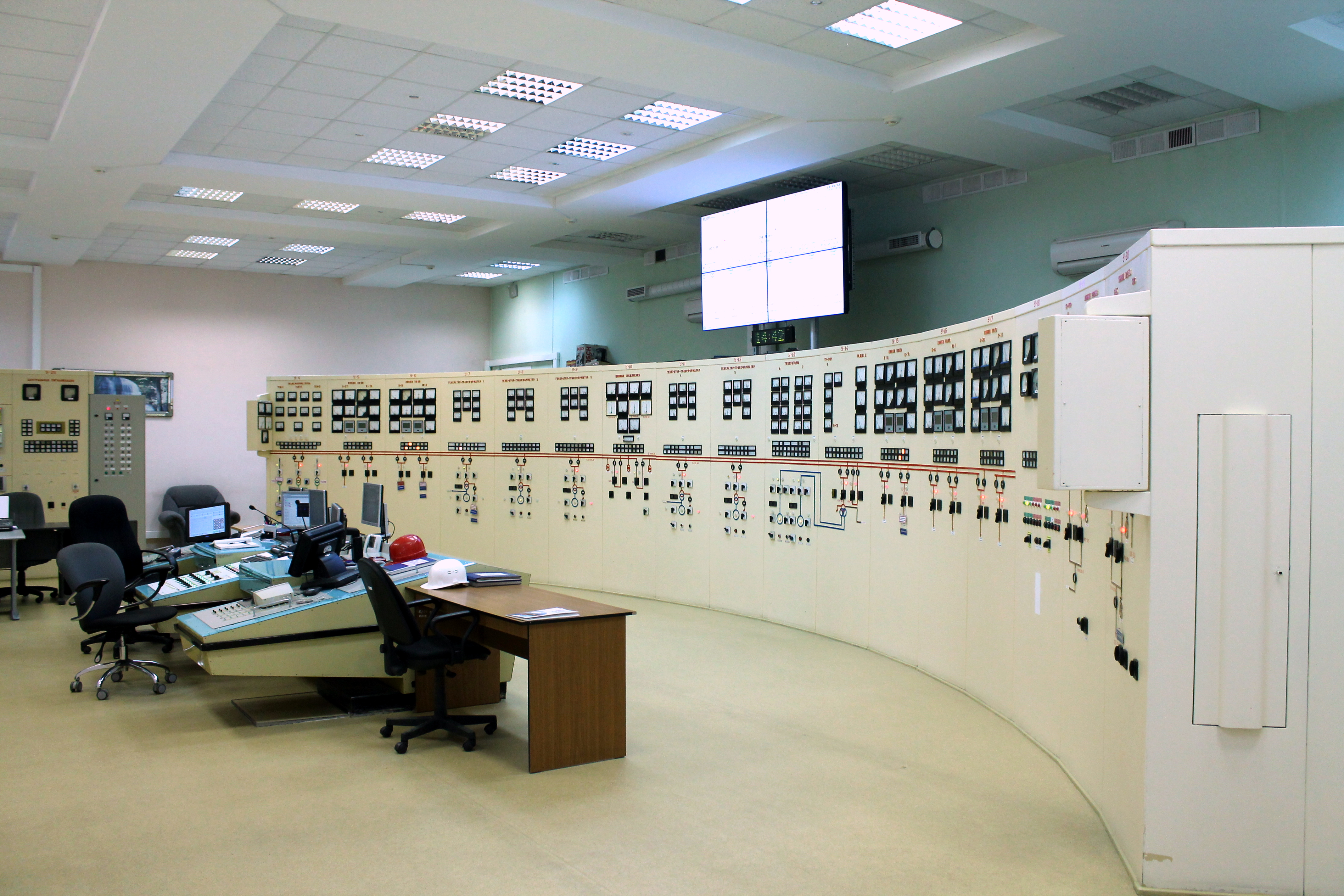
Главный щит управления
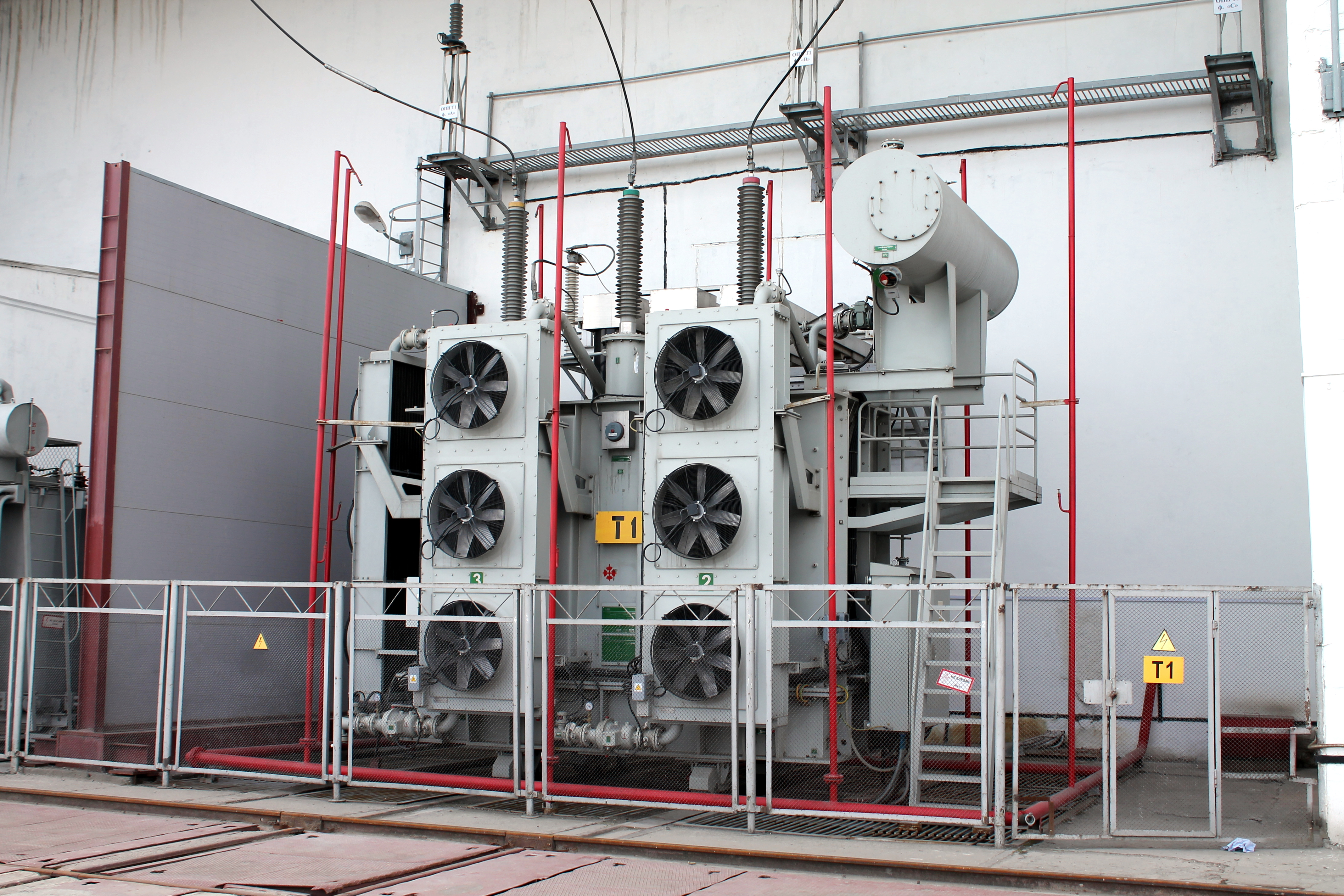
Силовой трансформатор
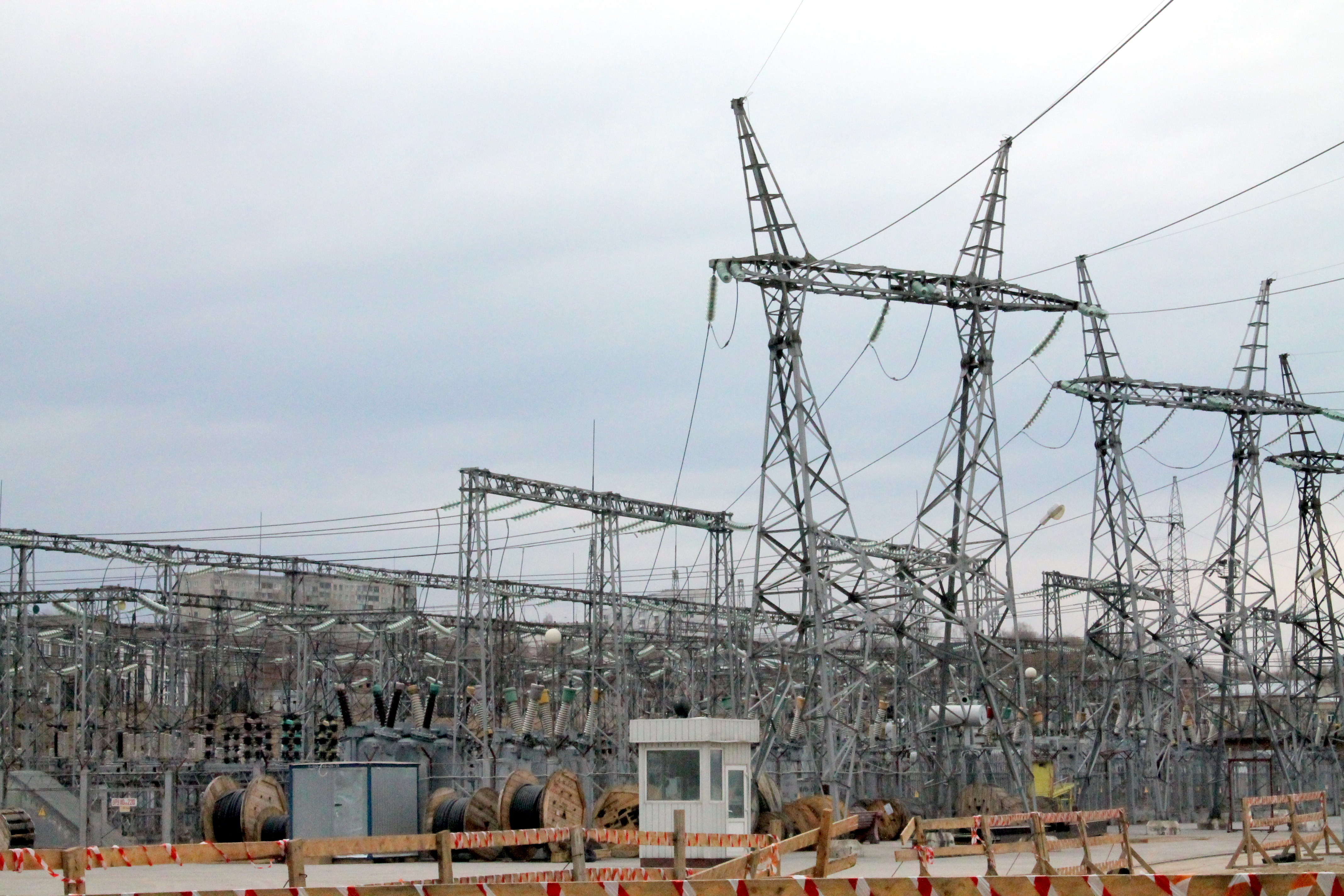
Распределительное устройство

### Судоходный шлюз
Для пропуска через гидроузел речных судов используется трёхкамерный однониточный судоходный шлюз, расположенный на правом берегу. Помимо камер, в состав шлюза входят верхний и нижний подходные каналы с причальными и направляющими сооружениями, мол, разделительные и оградительные дамбы. Длина каждой камеры шлюза 148 м, ширина 18 м, глубина на верхнем пороге 6,2 м (минимальная 2,5 м). Время наполнения или опорожнения каждой камеры — 8 минут, в шлюз уложено 196,9 тыс. м³ бетона. По сооружениям ГЭС проложена двухполосная автомобильная дорога, пересекающая здание ГЭС, водосбросную плотину и шлюз при помощи мостов. К шлюзованию допускаются суда, габариты которых не превышают 130 метров в длину, 17,2 метров в ширину и 12 метров по надводной высоте, при этом запас воды под днищем судна на пороге шлюза должен быть не менее 0,25 метров, а суммарный запас по ширине камеры шлюза - не менее 0,8 метров; маломерные суда пропускаются через шлюз только в светлое время суток. Надувные суда, гребные и парусные суда, не имеющие двигателей, а также гидроциклы пропускаются через шлюз только с буксирующим их судном с ошвартовкой под бортом, при этом судоводитель и пассажиры таких судов должны находиться на буксирующем судне.

### Водохранилище

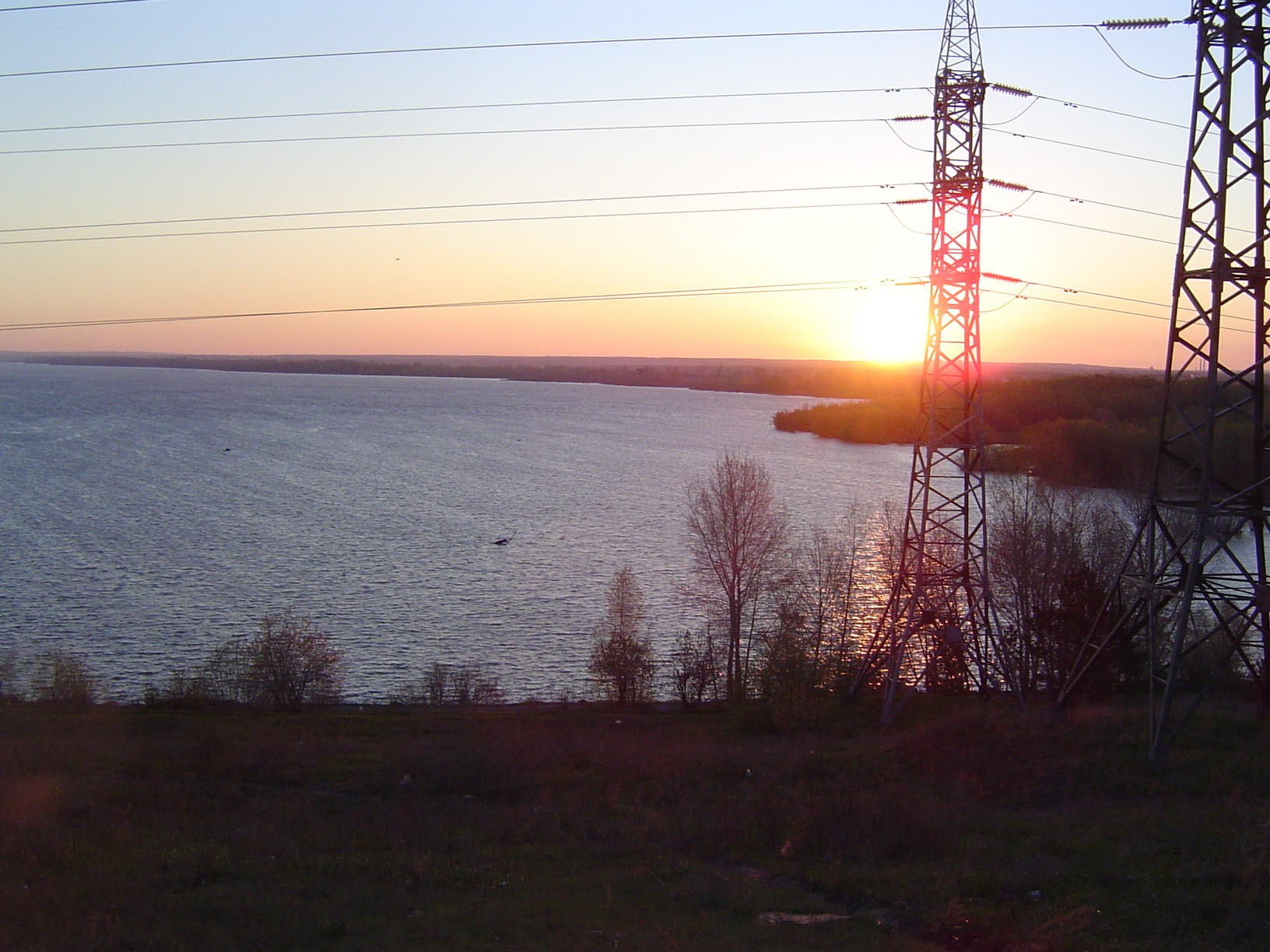
Нижний бьеф Новосибирской ГЭС

Напорные сооружения ГЭС образуют крупное Новосибирское водохранилище. Площадь водохранилища при нормальном подпорном уровне 1072 км², длина 214 км, максимальная ширина 22 км, площадь водосбора 232 тыс. км². Полная и полезная ёмкость водохранилища составляет 8,8 и 4,4 км³ соответственно, что позволяет осуществлять сезонное регулирование стока (водохранилище наполняется в половодье и срабатывается в меженный период). Отметка нормального подпорного уровня водохранилища составляет 113,5 м над уровнем моря (по Балтийской системе высот), форсированного подпорного уровня — 115,7 м, уровня мёртвого объёма — 108,5 м.

## История создания

### Проектирование
Первая схема гидроэнергетического использования Оби была создана в 1933—34 годах по заданию Госплана СССР институтом «Ленгипроводхоз». Особое внимание было уделено участку реки между Барнаулом и Новосибирском, причём помимо энергетического эффекта большое внимание уделялось изучению возможности организации самотёчного орошения Кулундинской степи. На данном участке рассматривались две проектные схемы — двухступенчатая и одноступенчатая; в первом варианте предлагалось строительство двух ГЭС — Каменской (600 МВт) и Новосибирской (440 МВт), во втором — одной Новосибирской ГЭС с напором, близким к суммарному напору двух ступеней в конкурирующем варианте. В 1937 году была выбрана одноступенчатая схема, на чём дальнейшие проектные проработки были приостановлены.
В годы Великой Отечественной войны в Новосибирскую область, в первую очередь непосредственно в Новосибирск, было эвакуировано значительное количество промышленных предприятий и населения. Резко возросший промышленный потенциал региона вызвал острый дефицит электроэнергии, что потребовало срочных мер по созданию новых генерирующих мощностей. В этой ситуации было принято решение о возобновлении проектных работ по мощной гидроэлектростанции на Оби в районе Новосибирска. 20 марта 1945 года Министерство электростанций СССР выдало техническое задание Ленинградскому отделению Всесоюзного треста «Гидроэнергопроект» на составление проектного задания Новосибирской ГЭС. При этом было рекомендовано вернуться к двухступенчатой схеме использования гидропотенциала Оби на участке Барнаул — Новосибирск, при этом нижняя ступень — Новосибирская ГЭС — изначально рассматривалась как чисто энергетический объект, а все вопросы орошения земель предлагалось решить на верхней ступени — Каменской ГЭС.
В мае 1945 года начались изыскательские работы по выбору створа Новосибирской ГЭС. Был изучен участок Оби протяжённостью 20 км вниз по течению от села Нижние Чёмы, на котором было предварительно определено 11 возможных створов. По ряду параметров привлекательным выглядел створ непосредственно в черте Новосибирска — у деревни Бугры: он позволял увеличить напор (а соответственно, и выработку электроэнергии), был сложен благоприятными для строительства твёрдыми породами. В то же время в этом случае в зону затопления попадали часть городской застройки, железнодорожный мост и ряд других объектов. В связи с этим 23 октября 1945 года правительственная комиссия утвердила створ в районе деревни Нижние Чёмы, расположенный в 18 км выше Новосибирска.
Разработанное «Ленгидропроектом» (главный инженер проекта А. В. Егоров) проектное задание Новосибирской ГЭС было утверждено в августе 1951 года, технический проект — в 1952 году. В дальнейшем в ходе строительства технический проект подвергался неоднократным изменениям, что неблагоприятно отражалось на ходе работ (вплоть до временной консервации отдельных объектов). В дальнейшем в 1952—54 годах «Ленгидропроектом» были проведены значительные по объёму изыскательские работы на участке Оби от слияния Бии и Катуни до Новосибирского водохранилища. Была разработана схема гидроэнергетического использования верхней Оби, составлен технический проект первоочередной Каменской ГЭС (мощность — 650 МВт, среднегодовая выработка — 2,3 млрд кВт·ч, объём водохранилища — 54 км³). Строительство Каменской ГЭС намечалось после завершения возведения Новосибирской ГЭС, однако осуществлено не было.

### Строительство
4 января 1950 года приказом Министерства электростанций СССР с целью строительства станции было организовано специализированное монтажное управление «НовосибирскГЭСстрой». 21 января 1950 года было подписано постановление Совета министров СССР о мероприятиях по подготовке к строительству новых электростанций, санкционирующее начало строительных работ по Новосибирской ГЭС. Подготовительные работы по строительству ГЭС начались в апреле 1950 года и продлились до 1954 года. В этот период велось строительство подъездных путей (75 км железных дорог и 60 км шоссейных), линий электропередачи (более 120 км с шестью подстанциями), подсобных предприятий, баз и складов, жилья для строителей и эксплуатационного персонала (около 90 тыс. м² в трёх посёлках) со всей необходимой коммунальной и социальной инфраструктурой. С целью обеспечения строительства качественным камнем был разработан карьер диабазов в 100 км от створа. Велась подготовка рабочих кадров (только учебный комбинат при строительстве окончило более 8 тысяч человек). Особенностью строительства Новосибирской ГЭС, как и других гидроэлектростанций Сибири, было минимальное использование труда заключённых.
Земляные работы в котловане здания ГЭС были начаты в 1951 году, в зиму 1951/52 годов были завершены перемычки котлована. В 1952 году были начаты работы по возведению правобережной земляной плотины, велись земельно-скальные работы в котловане водосбросной плотины. Первый бетон в сооружения ГЭС (монтажную площадку здания станции) был уложен в мае 1953 года, в судоходный шлюз — в апреле 1954 года. В 1955 году строительство вступило в этап производства основных строительных и монтажных работ, который продлился до 1957 года.
Перекрытие русла реки Оби, произведённое 5 ноября 1956 года, происходило со значительными трудностями. 25 октября была начата засыпка 150-метрового прорана, использовавшегося для обеспечения судоходства, с использованием ряжевого и понтонного мостов. Однако 27 октября в результате сложившихся тяжёлых гидравлических и погодных условий ряжевый мост осел и деформировался, а понтонный был сорван и унесён потоком воды. Увеличившиеся из-за дождевых паводков до 1500 м³/с расходы воды приводили к сносу сбрасываемого в проран камня. Для решения этой проблемы в проран сбрасывались связанные в гирлянды негабаритные камни, сборные железобетонные каркасы, забракованные железобетонные балки весом до 10 тонн, сварные металлические корзины, заполненные камнем. Общая продолжительность перекрытия составила 11 дней, оно оказалось самым сложным на тот момент в истории отечественного гидроэнергетического строительства.
Сложным оказался и пропуск половодья 1957 года, которое производилось через водосбросную плотину и донные отверстия пяти агрегатов здания ГЭС. Крупными льдинами были разрушены семь из восьми пролётов бетоновозной эстакады; не обошлось и без жертв — погиб один из монтажников. В воду упали более 700 тонн металлоконструкций, детали затворов и три железнодорожные платформы. Потеря эстакады осложнила производство бетонных и монтажных работ и привела к некоторому отставанию от графика строительства. Тем не менее 27 мая 1957 года было произведено первое шлюзование — впервые речные суда были пропущены через судоходный шлюз станции.
Пуск первого гидроагрегата Новосибирской ГЭС был произведён 10 ноября 1957 года, и с этого момента начался заключительный этап строительства — достройки и временной эксплуатации. На момент пуска первого агрегата стен и крыши машинного зала ещё не было (агрегат работал под шатром), водохранилище было наполнено до промежуточной отметки 105,1 м, в этих условиях агрегат мог работать с максимальной нагрузкой в 30 МВт. Второй гидроагрегат был пущен 29 декабря 1957 года, ещё три машины были введены в эксплуатацию в 1958 году, оставшиеся две — в 1959 году. В мае 1959 года водохранилище было впервые заполнено до проектной отметки 113,5 м, что позволило вывести ГЭС на полную мощность. В 1960 году были завершены работы по ОРУ 220 кВ и водосбросной плотине, а 1 мая 1961 года было сдано последнее крупное сооружение гидроузла — мост через шлюз. 12 августа 1961 года государственная комиссия приняла Новосибирскую ГЭС в постоянную эксплуатацию, на чём её строительство было завершено. За период временной эксплуатации станция выработала более 5 млрд кВт·ч электроэнергии. В ходе строительства Новосибирской ГЭС было произведено 57 тыс. м³ выемки и 10 462 тыс. м³ насыпи мягкого грунта, 869 тыс. м³ выемки скального грунта, 573 тыс. м³ каменной наброски, уложено 710 тыс. м³ бетона и железобетона, смонтировано 18 тыс. т металлоконструкций и механизмов. Общая стоимость работ по возведению гидроузла (включая строительство жилья и работы по подготовке ложа водохранилища) составила 149,5 млн рублей в ценах 1961 года.

## Последствия создания Новосибирской ГЭС

### Экономическое значение
Новосибирская ГЭС выполняет роль регулирующего и мобильного источника электроэнергии. Она обеспечивает покрытие суточной и недельной неравномерности нагрузки Новосибирской энергосистемы, выполняет функции вращающегося резерва мощности для регулирования частоты и напряжения и аварийного резерва мощности энергосистемы, повышая надёжность её работы. За время работы гидроэлектростанция выработала более 100 млрд кВт·ч электроэнергии, обеспечив экономию 32 млн т условного топлива (кузнецких углей), предотвратив выброс в атмосферу значительных объёмов загрязняющих веществ. Доля Новосибирской ГЭС в выработке электроэнергии в Новосибирской области составляет в среднем по году 17 %, в период половодья — 25 %. Выработка электроэнергии Новосибирской ГЭС была особенно важна в 1960-е годы — в частности, улучшение ситуации с энергоснабжением Новосибирска после пуска ГЭС позволило запустить в городе троллейбусы. Себестоимость 1 кВт·ч вырабатываемой Новосибирской ГЭС электроэнергии составляла в 1997 году 28,5 руб., в 2001 году — 2,75 копейки. В 2013 году благодаря благоприятной гидрологической ситуации станция выработала наибольшее за весь период эксплуатации количество электроэнергии — 2,4 млрд кВт·ч.
Помимо выработки электроэнергии Новосибирский гидроузел используется для обеспечения водоснабжения и орошения засушливых земель, судоходства, рыбного хозяйства, рекреации, защиты от наводнений. Работа Новосибирской ГЭС играет важную роль в обеспечении надёжного водоснабжения Новосибирска — городские водозаборы находятся ниже по течению, и благодаря аккумулирующей ёмкости водохранилища даже в экстремально маловодные годы (в частности, весной 2012 года) обеспечивается необходимый для их работы расход воды в реке. Новосибирское водохранилище является источником воды для орошения засушливых земель, в частности, из него осуществляется питание Кулундинского магистрального канала протяжённостью 180 км. После строительства станции существенно улучшились условия судоходства по Оби — благодаря обеспечению повышенного пропуска воды в период летне-осенней межени появилась возможность использования крупнотоннажных речных судов, а навигационный период, ранее составлявший не более 3 месяцев, увеличился почти на 4 месяца.
По сооружениям Новосибирской ГЭС проложена двухполосная автодорога, таким образом, станция создала новый переход через Обь. Наличие строительной и энергетической базы, созданной при возведении Новосибирской ГЭС, сыграло важную роль в выборе места размещения Сибирского отделения Академии наук (Новосибирский Академгородок), расположенного вблизи ГЭС. Новосибирское водохранилище имеет важное рекреационное значение, на его берегах расположено более 250 санаториев, баз отдыха, детских и спортивных лагерей, лодочных баз и пристаней. Водохранилище имеет существенное рыбохозяйственное значение, ведётся промысловый лов — в 2012 году было выловлено 699 т рыбы (основу промысла составляет лещ), при этом любительский и браконьерский лов, по экспертным оценкам, значительно превышает учтённый вылов.

### Экологические и социальные последствия
В результате создания Новосибирского водохранилища было затоплено 94,8 тыс. га земель, в том числе 28,4 тыс. га сельхозугодий и 30,5 тыс. га леса и кустарников. Удельный вес затопляемых площадей в земельном фонде районов, затронутых водохранилищем, составляет 5,9 %. В зону влияния водохранилища попало 59 населённых пунктов с населением около 43 тыс. человек, из которых 31 попал под затопление полностью, 25 — частично затоплены или подтоплены, 3 — оказались на островах. При подготовке ложа водохранилища к затоплению было перенесено 8225 строений. Наиболее крупным населённым пунктом, попавшим в зону затопления, являлся город Бердск, который был полностью вынесен на новое место в 18 км от старого местоположения. Новый город строился по современным стандартам многоэтажной застройки (старый Бердск имел беспорядочную деревянную застройку, не имел водопровода, канализации, полной электрификации), площадь его жилого фонда возросла в 2 раза. Кроме того, значительные объёмы жилья строились непосредственно у электростанции — после завершения строительства Новосибирская ГЭС передала на баланс Новосибирского горисполкома 99 000 м² благоустроенного жилья.
В зону затопления попал ряд промышленных предприятий, преимущественно мелких, из крупных — мельница в Бердске и элеватор в Камне-на-Оби. Было переустроено 17 км Каменского тракта и 128 км сельских дорог, построен новый железнодорожный мост через реку Бердь. Были выполнены тщательная лесоочистка (не допускалось даже оставления пней) и санитарная очистка ложа водохранилища, включая перенос захоронений. В рамках подготовки ложа водохранилища были выполнены значительные противомалярийные мероприятия, кроме того, водохранилище затопило наиболее опасные малярийные очаги, что позволило существенно улучшить ситуацию с заболеваемостью малярией. В значительном объёме были выполнены и археологические работы в зоне затопления, давшие ряд ценных находок.
В результате зарегулированности стока воды оказались недоступными значительные площади нерестилищ для некоторых полупроходных рыб: плотина Новосибирской ГЭС отрезала около 40 % нерестилищ сибирского осетра и 70 % нельмы. С другой стороны, в водохранилище сформировалась собственная ихтиофауна (34 вида рыб) с ежегодной рыбопродуктивностью, оцениваемой в 2000 т. За время эксплуатации ГЭС произошла просадка дна реки (и, соответственно, уровней воды) ниже по течению более чем на 1,7 м (в том числе примерно на 1 м — в результате активной разработки месторождений песчано-гравийной смеси в русле реки).

## Эксплуатация
В период временной эксплуатации значительную проблему представляла борьба со всплывшими со дна водохранилища и подплывавшими к ГЭС торфяными островами. Торф забивал сороудерживающие решётки, в результате гидроагрегаты приходилось часто и надолго останавливать для чистки решёток. Для борьбы с торфяными островами на Новосибирской ГЭС было образовано специальное подразделение, снабжённое четырьмя катерами. Плавучие острова буксировались к берегу и закреплялись либо сопровождались к водосбросной плотине и сбрасывались через неё в нижний бьеф.
В 1972 году в результате работ по модернизации гидроагрегатов была увеличена их мощность — с 57 до 65 МВт; таким образом, установленная мощность Новосибирской ГЭС увеличилась с 400 до 455 МВт. С 1985 по 1992 год была произведена реконструкция турбин с заменой лопастей рабочих колёс, турбины были перемаркированы с ПЛ 548-ВБ-800 на ПЛ 661-ВБ-800. В 1992 году был утверждён проект реконструкции и технического перевооружения станции, предусматривавший замену всего устаревшего и изношенного оборудования новым. В её рамках в 1993—2006 годах были заменены все гидрогенераторы станции — вместо машин харьковского производства СВН 1340/150-96 были смонтированы генераторы новосибирского предприятия «Элсиб». 12 сентября 2007 года на ГЭС произошёл пожар на одном из силовых трансформаторов, причиной которого стало падение на ввод трансформатора отрезка арматуры, оторвавшегося от балки моста. 28 декабря 2007 года открыт новый мост через шлюз Новосибирского гидроузла, старый изношенный мост был демонтирован. В 2009—2010 годах были заменены пять главных силовых трансформаторов на новые, производства концерна ABB, при этом их мощность возросла с 71,5 МВА до 125 МВА.
В 2012—2019 годах были заменены все гидротурбины, с ПЛ-661-ВБ-800 на ПЛ 30-В-800, без замены генератора, в результате чего мощность каждого агрегата возросла на 5 МВт, до 70 МВт. В результате мощность станции увеличилась с 455 МВт до 490 МВт. В перспективе планируется повторная замена гидрогенераторов, в результате мощность каждого агрегата возрастёт ещё на 10 МВт, до 80 МВт, а мощность всей станции — до 560 МВт. Также ведется модернизация ОРУ 110 кВ (замена выключателей на элегазовые), которую планируется завершить в 2020 году, после чего приступить к модернизации ОРУ 220 кВ, замена систем возбуждения гидрогенераторов, реконструкция водосбросной плотины. В 2014 году заменен автотрансформатор на новый, производства фирмы ABB, в 2019 году введён в работу новый главный щит управления станцией.
Выработка электроэнергии Новосибирской ГЭС с 2006 года:
| Показатель                          | 2006   | 2007   | 2008   | 2009   | 2010   | 2011   | 2012   | 2013   | 2014   | 2015   | 2016   | 2017   | 2018   | 2019   | 2020   | 2021   | 2022 |
| ----------------------------------- | ------ | ------ | ------ | ------ | ------ | ------ | ------ | ------ | ------ | ------ | ------ | ------ | ------ | ------ | ------ | ------ | ---- |
| Выработка электроэнергии, млн кВт·ч | 2024,1 | 2014,8 | 1620,5 | 2213,9 | 2167,2 | 1783,6 | 1398,7 | 2400,3 | 2117,9 | 2092,5 | 2249,7 | 2141,4 | 2100,8 | 2047,2 | 2265,8 | 2005,7 | 1753 |

С момента ввода в эксплуатацию Новосибирская ГЭС входила в состав регионального энергетического управления «Новосибирскэнерго». После образования в 1993 году «Новосибирскэнерго» Новосибирская ГЭС не вошла в его состав, оставшись в собственности РАО «ЕЭС России», которое сдавало станцию в аренду «Новосибирскэнерго». В ходе реформы электроэнергетики в 2006 году Новосибирская ГЭС была передана в состав «ГидроОГК» (ныне «РусГидро»). С 2007 года станция является филиалом «РусГидро».